# 6-я кавалерийская бригада (Румыния)
6-я кавалерийская бригада (рум. Brigada 6 Cavalerie) позднее 6-я кавалерийская дивизия — воинское кавалерийское соединение румынской армии, принимавшее участие во Второй мировой войне на стороне гитлеровской Германии (преобразовано в одноимённую дивизию с 15 марта 1942 года).

## История
Перед нападением на СССР 6-я кавалерийская бригада занимала позиции на советско-румынской границе на стыке Украинской и Молдавской ССР. Бригада входила в состав кавалерийского корпуса 3-й румынской армии под командованием генерала Петре Думитреску, румынские силы действовали под оперативным командованием 11-й немецкой армии генерала Э. фон Манштейна.
Участие в боевых операциях
В июне — июле 1941 года силы, включавшие кавалерийский корпус (5-я, 6-я и 8-я кавалерийские бригады) в приграничном сражении быстро захватили часть территории Бессарабии и Северной Буковины, ранее отторгнутые СССР в ходе Бессарабского похода 1940, которые были включены в состав Румынии. После этого румынское правительство согласилось поддержать немецкую группу армий «Юг» в Южной Украине. Кавалерийский корпус был включен в число соединений 11-й армии, штурмовавших Крым под командованием генерала Э. фон Манштейна. Немцы придали 5-ю кавалерийскую бригаду своему 30-му армейскому корпусу, а 6-ю кавалерийскую бригаду — 11-му армейскому корпусу.
15 марта 1942 года она была переименована в 6-ю кавалерийскую дивизию.
Кавалерийский корпус румынской армии (5-я, 6-я и 9-я дивизии) находился на крайнем правом фланге во время июльского наступления на Кавказ в 1942 года по Плану «Блау». В его задачи входила очистка от противника побережий Чёрного и Азовского морей. С 16 по 20 августа корпус форсировал реки Курка. 6-я кавалерийская дивизия начала наступление на Темрюк. На подступах к Темрюкской военно-морской базе Азовской военной флотилии 20 августа 1942 года произошёл ожесточенный бой. В районе станицы Курчанской и восточнее неё оборонялись два батальона морской пехоты. 6-я румынская кавалерийская дивизия наступала на их позиции и её удалось вклиниться в оборону. Рота морской пехоты под командованием военного комиссара Темрюкского укрепленного сектора береговой обороны полкового комиссара П. В. Ефимова контратаковала противника. Румынские кавалеристы отступили, оставив на поле боя около полусотни убитых и раненных. Однако уже 24 августа в 4 часа утра после артиллерийской подготовки немецко-румынские подразделения вновь начали штурм Темрюка. После трехчасового боя город был взят.
Осенью зимой 1942 года румынские войска — кавалерийский корпус (6-я, 9-я кавалерийские и вошедшая в состав корпуса 19-я пехотная дивизии), остатки 3-й горной дивизии и 10-я пехотная дивизия — подчинялись 5-му немецкому корпусу, которым командовал генерал К. Альмендингер. С сентября по декабрь 1942 года румынские дивизии занимали оборонительные позиции вдоль железной дороги Крымская — Краснодар и на побережье между Таманью и Новороссийском. На 1 декабря 1942 года 6-я кавалерийская и 19-я пехотная дивизии обороняли фронт протяженностью в 24 км каждая, 9-й кавалерийской дивизии — 30 км. В период с 1 августа по 24 декабря 1942 года потери румынского кавалерийского корпуса составили 257 офицеров, 118 сержантов и 7098 солдат (погибших, раненых и пропавших без вести).
Дивизия понесла тяжелые потери на советско-германском фронте в 1942 году и в начале 1943 года была выведена на доукомплектование в Румынию. В 1943 году дивизия действовала в составе 5-го армейского корпуса, входившего в 17-ю немецкую армию группы армий «А». Дивизия участвовала в отражении советского десанта на Эльтигенском плацдарме. Её командир К. Теодорини 8 декабря 1943 года получил за эти бои Дубовые ветви к Рыцарскому кресту и был отмечен в Вермахтберихте. 12 декабря 1943 года последовала и румынская награда — орден Михая Храброго 2-й степени.
К апрелю 1944 года румынские силы в Крыму были дислоцированы следующим образом. 1-я и 2-я горные дивизии горного румынского корпуса воевали с партизанами в лесах на южном берегу Крыма, контролировали побережье от Феодосии до Севастополя. 3-я горная и 6-я кавалерийская дивизии располагались на Керченском полуострове. В ходе Крымской наступательной операции они были разбиты, часть румынских войск сдалась, некоторая часть войск была эвакуирована из Севастополя в Румынию морем в ходе операции "60000".

## Состав 6-й кавалерийской дивизии
6-я кавалерийская дивизия (до марта 1942 года — 6-я кавалерийская бригада). Состав на май 1942 года:
- Управление дивизии: штаб, отдел военной полиции, минометный эскадрон, пулеметный эскадрон, моторизованная саперная рота, моторизованная сигнальная рота.
- Разведывательная группа: бронетанковая рота, мотоциклетный взвод, противотанковая батарея.
- Противотанковая группа: моторизованная противотанковая рота, зенитная батарея.
- 10-й полк рошиорей (моторизованный)
  - 2 моторизованных пехотных батальона;
  - моторизованный сигнальный батальон;
  - мотоциклетный взвод;
  - зенитная батарея;
  - моторизованная пулеметная рота;
  - легкая моторизованная колонна снабжения;

- 5-й полк рошиорей
  - 2 батальона (в каждом по 2 кавалерийских эскадрона);

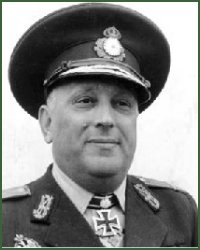
Генерал Корнелиу Теодорини, командир дивизии в 1942—1944 годах.

  - кавалерийский саперный взвод;
  - кавалерийский сигнальный взвод;
  - легкая колонна снабжения.

- 9-й полк рошиорей
  - 2 батальона (в каждом по 2 кавалерийских эскадрона);
  - кавалерийский инженерный взвод;
  - кавалерийский сигнальный взвод;
  - легкая колонна снабжения.

- 4-й конно-артиллерийский полк
  - 2 батальона (в каждом по 2 артиллерийские батареи);
  - сигнальный взвод;
  - легкая колонна снабжения.

- 1/2-й конно-артиллерийский полк
  - 2 батальона (в каждом по три артиллерийские батареи, одна зенитная батарея);
  - сигнальный взвод;
  - легкая колонна снабжения.

- Части поддержки и снабжения

## Командиры[1]
- Йон Кодряну (с 1941-го по 1942 г.);
- Корнелиу Теодорини (с 16.10.1942 г. по 22.04.1944 г.);
- Корнелиу Теодорини (с 04.05.1944 г. по 24.07.1944 г.);

Заместители командира 
- 21.12.1941 - 3.11.1942 полковник Думитру Т. Попеску